# Copa Astor de Automovilismo

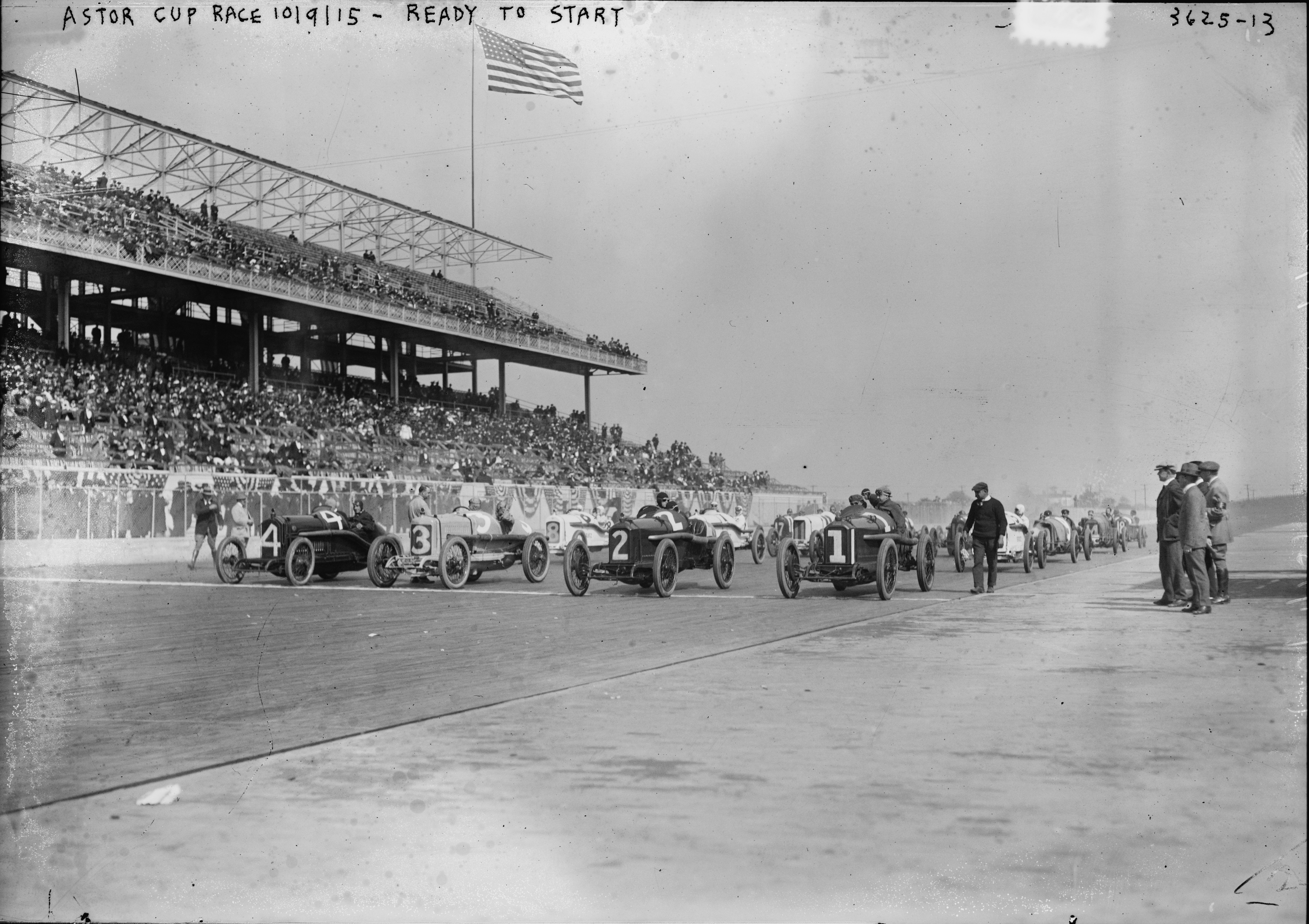
Inicio de la Copa Astor de 1915.

El Copa Astor de Automovilismo fue originalmente un evento estadounidense de automovilismo, cuya primera carrera se celebró en 1915 en el Sheepshead Bay Speedway en Sheepshead Bay, Nueva York. El trofeo del ganador fue donado por Vincent Astor, cuyo nombre y conexiones aseguraron la asistencia de los miembros de la élite de la moda y magnates de la ciudad de Nueva York.
Un grupo de propietarios de Wall Street y otros inversores empresariales, incluyendo a Harry Harkness de Cleveland y Carl G. Fisher de Indianápolis, la Sheepshead Bay Speedway Corporation adquirió la extinta instalación de carreras de caballos conocida como el circuito de carreras de Sheepshead Bay (que había sido propiedad de William Kissam Vanderbilt I y del Leonard Jerome's Coney Island Jockey Club). La compra se completó en abril de 1915 y la primera carrera de la Copa Astor tuvo lugar el 9 de octubre de ese año.
Se realizó en un circuito de más de 2 millas (3 km), donde adjuntó como pista oval, una carrera de 350 millas (560 km) que se vio empañada por la muerte de Enrique Grant, que murió cuando su vehículo se estrelló durante una sesión de prácticas. Fue ganada por Gil Andersen en un Stutz; esta primera Copa Astor dibujó a los mejores pilotos de todo Estados Unidos y Europa, tales como Ralph DePalma, Barney Oldfield, Eddie Rickenbacker, Darío Resta, Johnny Aitken y Howdy Wilcox.
La carrera dejó de existir después de dos años. Otras carreras de automóviles continuaron en la pista hasta 1919. La Sheepshead Bay Speedway Corporation entró en dificultades financieras, tras la competencia de enero de 1919, y eventual muerte de Harry Harkness. La propiedad fue vendida para el desarrollo de bienes raíces residenciales.
La copa original está ahora en manos de la organización INDYCAR LLC, siendo parte organizada por el descendiente del dueño del Fisher Indianapolis Motor Speedway, ya que ambos son ahora propiedad de Hulman & Company. En la base de granito negro del trofeo se le ha añadido la visualización de los nombres de todos los campeones de las series que han sido sancionadas por la AAA, la USAC, CART y la IRL/IndyCar Series desde 1909 a la fecha. El 12 de octubre de 2011, se anunció como el nuevo trofeo de campeón de la IndyCar Series, presentado por primera vez a Dario Franchitti, el 13 de febrero de 2012, durante el la organización de la dirección de la premiación del ganador de la serie de 2011 de la IndyCar en el Hilbert Circle. para el piloto ganador y el dueño de equipo son para cada uno presentados con una réplica a escala del trofeo original durante las reuniones oficiales de negocios IndyCar Series. A partir de 2012, el trofeo ha sido presentado en la última carrera de la temporada.

## Resultados

### 1915-1916
| Año  | Fecha            | Piloto Ganador | Coche   | Distancia de carrera | Distancia de carrera | Tiempo de carrera | Velocidad media del ganador |
| Año  | Fecha            | Piloto Ganador | Coche   | Millas               | Vueltas              | Tiempo de carrera | Velocidad media del ganador |
| ---- | ---------------- | -------------- | ------- | -------------------- | -------------------- | ----------------- | --------------------------- |
| 1915 | 9 de octubre     | Gil Andersen   | Stutz   | 350                  | 175                  | 03:24:42          | 102.59 km/h                 |
| 1916 | 16 de septiembre | Johnny Aitken  | Peugeot | 250                  | 125                  | 02:23:04.03       | 104.484 km/h                |

### Campeones de IndyCar Series
| Año  | Campeón          | Monoplaza         |
| ---- | ---------------- | ----------------- |
| 2011 | Dario Franchitti | Dallara-Honda     |
| 2012 | Ryan Hunter-Reay | Dallara-Chevrolet |
| 2013 | Scott Dixon      | Dallara-Honda     |
| 2014 | Will Power       | Dallara-Chevrolet |
| 2015 | Scott Dixon      | Dallara-Chevrolet |
| 2016 | Simon Pagenaud   | Dallara-Chevrolet |
| 2017 | Josef Newgarden  | Dallara-Chevrolet |
| 2018 | Scott Dixon      | Dallara-Honda     |
| 2019 | Josef Newgarden  | Dallara-Chevrolet |
| 2020 | Scott Dixon      | Dallara-Honda     |
| 2021 | Álex Palou       | Dallara-Honda     |
| 2022 | Will Power       | Dallara-Chevrolet |
| 2023 | Álex Palou       | Dallara-Honda     |
| 2024 | Álex Palou       | Dallara-Honda     |